# Only Want You
"Only Want You" é uma canção da cantora e compositora britânica Rita Ora, presente em seu segundo álbum de estúdio, Phoenix (2018). Uma versão remixada com o cantor norte-americano 6lack foi lançada em 1º de março de 2019, vindo a ser o quinto single do álbum. Foi escrita por Emily Warren, Alexandra Tamposi e Carl Rosen, com produção de Watt e Louis Bell. A música inicialmente ganhou atenção nos charts após o lançamento do álbum em novembro de 2018.

## Fundo
Ora confirmou o lançamento da canção através do Twitter, onde a própria dizia que a música seria lançada em uma versão com um "convidado muito especial", mais tarde ela viria revelar ser o cantor norte-americano 6lack.
Em uma entrevista, Ora disse que "Only Want You" era uma de suas faixas favoritas do Phoenix, chamando-a de "emocional" e "muito intensa" com "aquela incrível guitarra do Nirvana. Eu acho que esses elementos foram super importantes para eu trazer para este álbum. E, ao mesmo tempo, tem uma batida matadora". O site Idolator disse que a faixa parecia uma escolha óbvia como próximo single, dizendo que ela foi um grande destaque nas críticas e se tornou uma das favoritas dos fãs".

## Desempenho nas paradas musicais
| Tabela musical (2018–19)              | Melhor posição |
| ------------------------------------- | -------------- |
| Reino Unido (UK Singles Chart)        | 89             |
| República Checa (Rádio Top 100)       | 62             |
| Irlanda (IRMA)                        | 59             |
| Nova Zelândia Hot Singles (RMNZ)      | 10             |
| Suécia Heatseeker (Sverigetopplistan) | 16             |